# Hercostomus occidentalis
Hercostomus occidentalis är en tvåvingeart som beskrevs av Cole 1912. Hercostomus occidentalis ingår i släktet Hercostomus och familjen styltflugor.
Artens utbredningsområde är Kalifornien. Inga underarter finns listade i Catalogue of Life.